# Gare de La Forest
Gare de La Forest vasútállomás Franciaországban, La Forest-Landerneau településen.

## Vasútvonalak
Az állomást az alábbi vasútvonalak érintik:
- Párizs–Brest-vasútvonal

## Kapcsolódó állomások
A vasútállomáshoz az alábbi állomások vannak a legközelebb:
- Gare de Kerhuon (Gare de Brest, Párizs–Brest-vasútvonal)
- Gare de Landerneau (Paris Gare Montparnasse, Párizs–Brest-vasútvonal)